# Ostrov u Macochy
Ostrov u Macochy är en köping i Tjeckien.   Den ligger i regionen Södra Mähren, i den östra delen av landet, 190 km öster om huvudstaden Prag. Ostrov u Macochy ligger 503 meter över havet och antalet invånare är 1 078.
Terrängen runt Ostrov u Macochy är platt österut, men västerut är den kuperad. Runt Ostrov u Macochy är det ganska tätbefolkat, med 62 invånare per kvadratkilometer. Närmaste större samhälle är Blansko, 8,8 km väster om Ostrov u Macochy. Trakten runt Ostrov u Macochy består till största delen av jordbruksmark.